# Heisteria amazonica
Heisteria amazonica là một loài thực vật có hoa trong họ Olacaceae. Loài này được Sleumer mô tả khoa học đầu tiên năm 1935.